# Đền Phù Đổng

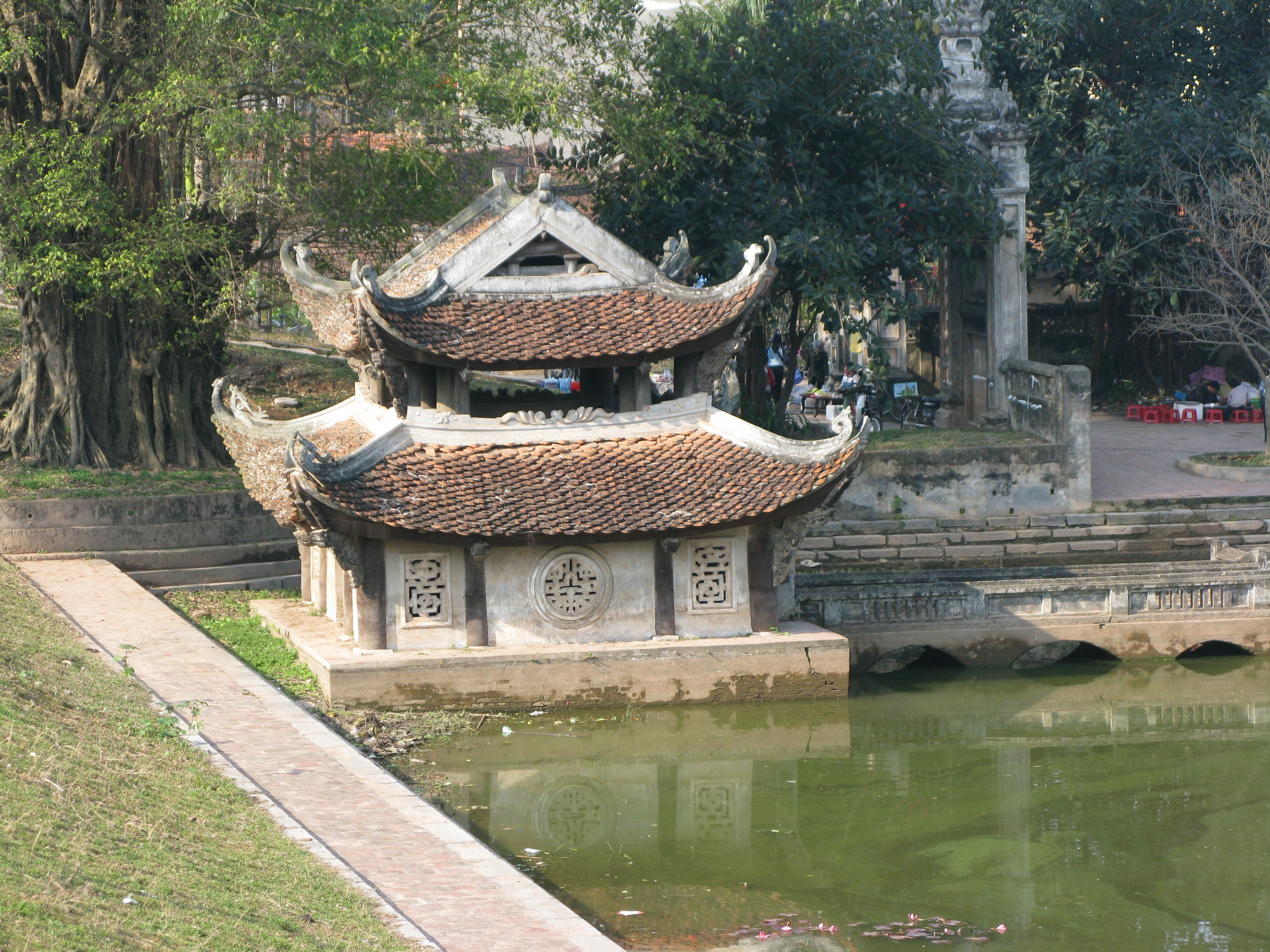
Thủy đình tại đền Phù Đổng nhìn từ đường đê xuống

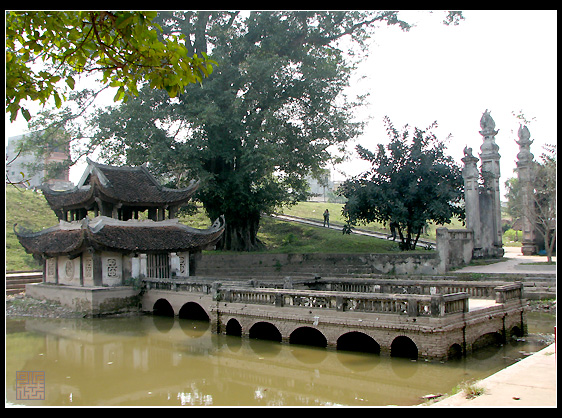
Thủy đình trước cổng đền Phù Đổng nhìn từ cổng đền

Đền Phù Đổng hay còn gọi là đền Gióng thờ Thánh Gióng - Phù Đổng Thiên Vương, nằm ở xã Phù Đổng, Gia Lâm, ngoại thành Hà Nội.

Toàn cảnh đền Phù Đồng từ trên cao

Đền Phù Đổng còn được gọi là đền Thượng, tương truyền được dựng trên nền nhà cũ của Thánh Gióng, bên trong đê sông Đuống, còn đền Hạ (đền mẫu) thờ mẹ của Thánh Gióng nằm ngoài đê, gần nơi được cho là có dấu chân khổng lồ mà bà đã ướm thử rồi sinh ra Thánh Gióng. Năm 1010 khi dời đô về Thăng Long, Lý Thái Tổ đã cho dựng đền, đến nay đã được trùng tu nhiều lần.

## Kiến trúc
Kiến trúc còn lại của đền Gióng gồm nhiều công trình trên một diện tích rộng.
Tam quan đền khá lớn, trên có gác, mở thêm hai cửa nhỏ hai bên. Trên bậc thềm là hai con rồng đá, tạc vào năm 1705. Trước cổng là một sân rộng, nhìn sang một thủy đình ở giữa một hồ nước, cạnh một gốc đa cổ thụ. Thủy đình là nơi diễn ra các trò chơi dân gian và múa rối nước.
Đôi câu đối trước cổng đền viết:
Thiết mã khóa vân cung, tuấn nhạc, liên quan thiên cổ ngưỡng
Thạch long kiều thủy các, sùng từ uy vọng ức niên khâm
(Ngựa sắt vượt cung mây, núi cao rạng rỡ ánh thiêng, ngàn năm nhìn ngắm
Rồng đá chầu gác nước, đền lớn nguy nga vẻ đẹp, muôn thuở tôn sùng)
Sau cổng chính là một phương đình tám mái, dưới chân còn hai con sư tử đá. Tiếp đến là tiền đường rộng là nơi cử hành các nghi lễ. Nhà thiêu hương bày đồ nghi trượng, tiếp đến là hậu cung. Trong hậu cung có tượng Thánh Gióng và các tướng hộ vệ, cũng là nơi giữ các đạo sắc phong của các triều đại phong kiến. Trong hậu cung cũng giữ một đôi chóe sứ là cổ vật, chỉ dùng trong dịp lễ hội. Bậc thềm của hậu cung còn giữ được những viên gạch chạm rồng, được cho là có từ đời Lý.
Trong đền còn có một bia đá dựng năm 1660. Phía sau đền có một giếng nước trong, gọi là giếng Ngọc.
Từ cổng vào, bên phải của khu đền chính còn các nhà việc, dành cho những người đến dự lễ hội, chia ra các ban tế của các xã xung quanh.
Bên trái của đền là chùa Kiến Sơ.

## Lễ hội
Lễ hội chính của đền là hội Gióng. Lễ hội diễn ra từ ngày 7 đến ngày 9 tháng 4 Âm lịch hàng năm (ngày hội chính là ngày 9/4). Hội Gióng được tổ chức quy mô hơn (5 năm một lần, vào các năm kết thúc là 0 hoặc 5) được gọi là hội chính, các năm còn lại được gọi là hội lệ.
Mùng bảy hội Khám
Mùng tám hội Dâu
Mùng chín đâu đâu cũng về hội Gióng